# Ragnar Granit
Ragnar Arthur Granit (Riihimäki, 1900. október 30. – Stockholm, 1991. március 12.) finn-svéd orvos, fiziológus. 1967-ben Haldan Keffer Hartline-nal és George Walddal megosztva megkapta az orvostudományi Nobel-díjat a szem bioelektromos folyamatainak kutatásában elért eredményeiért.

## Tanulmányai
A Helsinkitől 70 km-re fekvő kisvárosban, Riihimäkiban született. Apja Arthur Wilhelm Granit erdész, anyja Albertina Helena Granit (lánykori nevén Malmberg) volt. A család később Helsinki külvárosába, Oulunkyläba költözött, ahol Ragnar apja saját erdészeti vállalatát vezette. Ragnar a svéd nyelvű Normallyceumba járt középiskolába, ahol 1919-ben érettségizett.
Diákként részt vett az 1918-as polgárháborúban és a Szabadságkereszt IV. osztályával tüntették ki. Az érettségi után jogot akart tanulni; ám a jogi előkészítő tanfolyamon megtetszett neki a pszichológia.
Nagybátyja tanácsára végül – aki úgy vélte, hogy a pszichológia műveléséhez az élettan és biológia magas szintű ismeretére van szükség – a Helsinki Egyetem orvosi szakára jelentkezett. 1924-ben B.Sc., 1927-ben pedig doktori fokozatot szerzett, disszertációjának témája a színlátás volt. Orvosi diplomája mellett filozófiai diplomát is kapott 1924-ben.

## Pályafutása és munkássága
1928-ban fél évet töltött az Oxfordi Egyetemen, Charles Sherrington laboratóriumában. Itt Edgar Adrian ekkor fejlesztette ki technikáját, amellyel egyetlen idegsejt elektromos aktivitását is képes volt mérni. Granit ezzel a módszerrel a retina és a látóideg elektromos aktivitását vizsgálta.
Oxford után elnyert egy hároméves kutatói ösztöndíjat a Pennsylvaniai Egyetemre, ahol 1929 és 1932 között folytatta bioelektromos kutatásait. Ennek lejárta után visszatért Sherrington laboratóriumába, majd 1935-től 1940-ig a Helsinki Egyetemen dolgozott. Itt saját készítésű elektromos erősítőjének segítségével sikerült bebizonyítania, hogy a retina gátló szinapszisokat is tartalmaz. Szintén saját találmánya volt a kísérleteihez használt üvegkapillárisba zárt rendkívül vékony ezüstelektróda is. 1937-ben kimutatta, hogy a retina egyes idegrostjai másképp reagálnak a különböző színű fényre, míg mások érzéketlenek a színekre. Egy másik helsinki fiziológussal, Gunnar Svaetichinnel közösen felfedezte, hogy az elektroretinogram alapján a szem színérzékenysége a spektrum kék, zöld és vörös sávjára koncentrálódik, ezzel biológiai oldalról elsőként erősítve meg Helmholtz háromszín-elméletét.
1937-ben Granitot a Helsinki Egyetem professzorává nevezték ki. 1940-ben a finn-orosz háború után ajánlatot kapott a Harvard Egyetemtől, de amikor már megvette a hajójegyet, a stockholmi Karolinska Intézet is felajánlott neki egy professzori állást. Granit az utóbbit választotta és a háborús helyzet miatt 1941-ben svéd állampolgárságot is kért. 1945-ben felkérték a Nobel Orvostudományi Intézet idegélettani laboratóriumának vezetésére, ahol egészen 1967-es visszavonulásáig megmaradt. 1956 és 1966 között a New York-i Rockefeller Intézet vendégprofesszora is volt. 

## Elismerései
Granit neve korábban is felmerült a Nobel-díj odaítélése kapcsán, de mivel posztja révén maga is tagja volt a díjat odaítélő bizottságnak, etikai okokból nem kaphatta meg a kitüntetést. Csak visszavonulása után, 1967-ben ítélték oda neki a legrangosabb tudományos díjat, Haldan Keffer Hartline-nal és George Walddal megosztva. Granit állítása szerint a díj felerészben volt Finnországé és Svédországé. Számos tudományos társulat tagja volt és több egyetem választotta díszdoktorává. Többek között elnyerte a  Hans Cronstedt-díjat 1926-ban, a Svéd Orvostársaság Jubileumi Érmét 1947-ben, a svéd Anders Retzius Aranyérmet 1957 és a holland F. C. Donders Érmet 1957-ben, a brit Sherrington Arany Emlékérmet 1967-ben és a cseh Purkinje Aranyérmet 1969-ben. 

## Családja
Ragnar Granit 1929-ben házasodott össze Marguerite Emma Bruun bárónővel. Felesége apai ágon francia eredetű, eloroszosodott családból származott; 1902-ben született Szentpéterváron. Egy fiuk született, Michael Granit, aki az építész hivatást választotta.
Ragnar Granit 1991. március 12-én halt meg Stockholmban, 90 évesen.